# كريتون هيل
كريتون هيل (بالإنجليزية: Creighton Hale)‏ مواليد 24 مايو 1882 في مقاطعة كورك - الوفاة 9 أغسطس 1965 في سووث باسادينا، الولايات المتحدة، هو ممثل أمريكي بدأ مسيرته الفنية سنة 1914. امتدت مسيرته الفنية لأكثر من 45 عاما.

## الأعمال
- تبادل الزوجات
- عطلة
- الرجل النحيف
- يانكي دودل داندي
- جوني بليندا

## روابط خارجية
- كريتون هيل على موقع IMDb (الإنجليزية)
- كريتون هيل على موقع ألو سيني (الفرنسية)
- كريتون هيل على موقع أول موفي (الإنجليزية)
- كريتون هيل على موقع قاعدة بيانات برودواي على الإنترنت (الإنجليزية)
- كريتون هيل على موقع قاعدة بيانات الأفلام السويدية (السويدية)
- كريتون هيل على موقع قاعدة بيانات الفيلم (الإنجليزية)
- كريتون هيل على موقع كينوبويسك (الروسية)